# Lijst van windmolens in Friesland
Dit is een lijst van windmolens in Friesland. In Friesland staan ca. 150 complete windmolens en enkele tientallen windmotoren. Van de Nederlandse provincies heeft Friesland de meeste windmolens.
| Naam                             | Plaats              | Gemeente              | Provincie | Type molen                | Functie                                                | Maalvaardigheid   | Bezoekmogelijkheid | Foto                  |
| -------------------------------- | ------------------- | --------------------- | --------- | ------------------------- | ------------------------------------------------------ | ----------------- | --- | --------------------- |
| Achlumer Molen                   | Achlum              | Waadhoeke             | Friesland | grondzeiler               | poldermolen                                            | in restauratie    | ja, zie website |                       |
| Alde Swarte (Wieuwens)           | Oosterlittens       | Leeuwarden            | Friesland | spinnenkopmolen           | poldermolen                                            | maalvaardig       | op afspraak |                       |
| Arkens                           | Franeker            | Waadhoeke             | Friesland | spinnenkopmolen           | poldermolen                                            | maalvaardig       | als de vlag uithangt en op afspraak                                                                                           |                       |
| Aylvapoldermolen                 | Burgwerd            | Súdwest-Fryslân       | Friesland | grondzeiler               | poldermolen                                            | maalvaardig       | als de molen draait of op afspraak                                                                                            |                       |
| Babuurstermolen                  | Tjerkwerd           | Súdwest-Fryslân       | Friesland | grondzeiler               | poldermolen                                            | maalvaardig       | als de molen draait en op afspraak                                                                                            |                       |
| Balkendsterpoldermolen           | Oude Leije          | Leeuwarden            | Friesland | grondzeiler               | poldermolen                                            | maalvaardig       | op afspraak |                       |
| Beintemapoldermolen              | Westergeest         | Noardeast-Fryslân     | Friesland | grondzeiler               | poldermolen                                            | maalvaardig       | Ja, zie website |                       |
| De Bird                          | Grouw               | Leeuwarden            | Friesland | spinnenkopmolen           | poldermolen                                            | maalvaardig       | op afspraak |                       |
| De Borgmolen                     | Grouw               | Leeuwarden            | Friesland | grondzeiler               | poldermolen                                            | maalvaardig       | op afspraak |                       |
| Broekmolen                       | Broeksterwoude      | Dantumadeel           | Friesland | grondzeiler               | poldermolen                                            | maalvaardig       | op afspraak |                       |
| Bullemolen                       | Lekkum              | Leeuwarden            | Friesland | grondzeiler               | poldermolen                                            | maalvaardig       | op afspraak |                       |
| Cornwerdermolen                  | Cornwerd            | Súdwest-Fryslân       | Friesland | grondzeiler               | poldermolen                                            | maalvaardig       | Ja, zie website |                       |
| Doris Mooltsje                   | Oudega              | Súdwest-Fryslân       | Friesland | spinnenkopmolen           | poldermolen                                            | maalvaardig       | zie website |                       |
| Duivenhok (Teatlum)              | Tzum                | Waadhoeke             | Friesland | spinnenkopmolen           | poldermolen                                            | maalvaardig       | op afspraak |                       |
| Edensermolen                     | Edens               | Súdwest-Fryslân       | Friesland | grondzeiler               | poldermolen                                            | maalvaardig       | Alleen op afspraak |                       |
| De Eendracht                     | Anjum               | Noardeast-Fryslân     | Friesland | stellingmolen             | koren- en pelmolen                                     | maalvaardig       | Ja, zie: https://www.anjumermolen.nl/                                                                                         |                       |
| De Eendracht                     | Kimswerd            | Súdwest-Fryslân       | Friesland | grondzeiler               | poldermolen                                            | maalvaardig       | op afspraak |                       |
| Fatum                            | Tzum                | Waadhoeke             | Friesland | spinnenkopmolen           | poldermolen                                            | maalvaardig       | Alleen op afspraak |                       |
| Froskepôlemolen                  | Leeuwarden          | Leeuwarden            | Friesland | grondzeiler               | poldermolen                                            | maalvaardig       | Alleen op afspraak |                       |
| De Gans                          | Ezumazijl           | Noardeast-Fryslân     | Friesland | grondzeiler               | poldermolen                                            | maalvaardig       | op afspraak |                       |
| Geeuwpoldermolen                 | Oppenhuizen         | Súdwest-Fryslân       | Friesland | spinnenkopmolen           | poldermolen                                            | maalvaardig       | Ja, zie website |                       |
| Genezareth (Kloosterpoldermolen) | Hallum              | Noardeast-Fryslân     | Friesland | grondzeiler               | poldermolen                                            | maalvaardig       | op afspraak |                       |
| De Gooijer                       | Wolvega             | Weststellingwerf      | Friesland | grondzeiler               | poldermolen                                            | maalvaardig       | Als de molen draait en op afspraak, vaak op zaterdag                                                                          |                       |
| Grevensmolen                     | Vegelinsoord        | De Friese Meren       | Friesland | grondzeiler               | poldermolen                                            | maalvaardig       | Als de molen draait en op afspraak, vaak op zaterdag                                                                          |                       |
| De Groene Molen                  | Joure               | De Friese Meren       | Friesland | spinnenkopmolen           | poldermolen                                            | maalvaardig       | Als de molen draait en op afspraak, vaak op zaterdagochtend om de week.                                                       |                       |
| Greate Wierum                    | Lutkewierum         | Súdwest-Fryslân       | Friesland | Amerikaanse windmotor     | poldermolen                                            | onbekend          | Alleen op afspraak |                       |
| De Grote Molen                   | Broeksterwoude      | Dantumadeel           | Friesland | grondzeiler               | poldermolen                                            | maalvaardig       | op afspraak |                       |
| De Grote Molen                   | Marrum              | Noardeast-Fryslân     | Friesland | grondzeiler               | poldermolen                                            | maalvaardig       | op afspraak |                       |
| Haensmolen                       | Grouw               | Leeuwarden            | Friesland | spinnenkopmolen           | poldermolen                                            | maalvaardig       | op afspraak |                       |
| Hantumermolen                    | Hantum              | Noardeast-Fryslân     | Friesland | grondzeiler               | poldermolen                                            | maalvaardig       | op afspraak |                       |
| Hatsumermolen                    | Dronrijp            | Waadhoeke             | Friesland | grondzeiler               | poldermolen                                            | maalvaardig       | Alleen op afspraak |                       |
| Heechhiem                        | Deinum              | Waadhoeke             | Friesland | Amerikaanse windmotor     | poldermolen                                            | maalvaardig       | Alleen op afspraak |                       |
| Heechhiem                        | Goëngahuizen        | Smallingerland        | Friesland | spinnenkopmolen           | poldermolen                                            | maalvaardig       | Alleen op afspraak |                       |
| Hempenserpoldermolen             | Warga               | Leeuwarden            | Friesland | grondzeiler               | poldermolen                                            | maalvaardig       | Vaak op donderdag en vrijdag en als de molen draait of op afspraak                                                            |                       |
| De Hersteller                    | Sintjohannesga      | De Friese Meren       | Friesland | grondzeiler               | voorheen poldermolen, thans woning                     | draaivaardig      | Ja, zie website |                       |
| De Hiemerter Mole                | Burgwerd            | Súdwest-Fryslân       | Friesland | spinnenkopmolen           | poldermolen                                            | maalvaardig       | Alleen op afspraak |                       |
| Himriksmole (De Groene Ster)     | Tietjerk            | Tietjerksteradeel     | Friesland | spinnenkopmolen           | poldermolen                                            | maalvaardig       | Op afspraak |                       |
| Hogebeintumermolen               | Hogebeintum         | Noardeast-Fryslân     | Friesland | grondzeiler               | poldermolen                                            | maalvaardig       | Alleen op afspraak |                       |
| De Hond                          | Peasens             | Noardeast-Fryslân     | Friesland | stellingmolen             | korenmolen                                             | maalvaardig       | zaterdag en op afspraak |                       |
| De Hoop                          | Dokkum              | Noardeast-Fryslân     | Friesland | stellingmolen             | korenmolen                                             | maalvaardig       | Als de molen draait en op afspraak                                                                                            |                       |
| De Hoop                          | Holwerd             | Noardeast-Fryslân     | Friesland | stellingmolen             | koren- en pelmolen                                     | maalvaardig       | vaak op zaterdagmorgen of op afspraak m                                                                                       |                       |
| De Hoop                          | Roodkerk            | Dantumadeel           | Friesland | grondzeiler               | poldermolen                                            | maalvaardig       | op afspraak |                       |
| De Hoop                          | Stiens              | Leeuwarden            | Friesland | stellingmolen             | korenmolen                                             | maalvaardig       | zaterdag 09:00 tot 13:00 uur, zie website                                                                                     |                       |
| De Hoop                          | Suameer             | Tietjerksteradeel     | Friesland | stellingmolen             | korenmolen                                             | maalvaardig       | zaterdag 09:30 - 13:30 uur, zie website                                                                                       |                       |
| Huinsermolen                     | Huins               | Leeuwarden            | Friesland | grondzeiler               | poldermolen                                            | maalvaardig       | Alleen op afspraak |                       |
| De Ikkers                        | Wartena             | Leeuwarden            | Friesland | spinnenkopmolen           | poldermolen                                            | maalvaardig       | niet bekend |                       |
| De Izeren Ko                     | Allingawier         | Súdwest-Fryslân       | Friesland | tjasker                   | museumstuk                                             | maalvaardig       | De molen is tot op enkele meters te benaderen                                                                                 |                       |
| De Jager                         | Woudsend            | Súdwest-Fryslân       | Friesland | stellingmolen             | zaagmolen                                              | maalvaardig       | zaterdag 09:00 - 17:00 uur, zie website                                                                                       |                       |
| De Jansmolen (De Modden)         | Goëngahuizen        | Smallingerland        | Friesland | spinnenkopmolen           | poldermolen                                            | maalvaardig       | op afspraak |                       |
| De Kaai                          | Sloten              | De Friese Meren       | Friesland | stellingmolen             | korenmolen                                             | maalvaardig       | mei t/m september zaterdag 13:00 tot 17:00 uur, oktober t/m april zaterdag 10:00 tot 12:00 uur                                |                       |
| De Kievit                        | Menaldum            | Waadhoeke             | Friesland | grondzeiler               | poldermolen                                            | maalvaardig       | op afspraak |                       |
| Kingmatille                      | Dronrijp            | Waadhoeke             | Friesland | grondzeiler               | poldermolen                                            | maalvaardig       | Ja, wanneer deze draait (vaak op woensdag en geregeld op een dag in het weekend) en op afspraak                               |                       |
| Klaarkampstermolen               | Rinsumageest        | Dantumadeel           | Friesland | grondzeiler               | poldermolen                                            | maalvaardig       | 1e zaterdag van de maand 09:00 tot 12:00 uur en op afspraak                                                                   |                       |
| De Klaver (De Greate Klaver)     | Bolsward            | Súdwest-Fryslân       | Friesland | spinnenkopmolen           | poldermolen                                            | maalvaardig       | op afspraak |                       |
| Kleilânsmole                     | Marrum              | Noardeast-Fryslân     | Friesland | grondzeiler               | poldermolen                                            | maalvaardig       | op afspraak |                       |
| De Kleine Molen (Binnema Molen)  | Stiens              | Leeuwarden            | Friesland | grondzeiler               | poldermolen                                            | maalvaardig       | Alleen op afspraak |                       |
| Kleiterpstermolen                | Bozum               | Súdwest-Fryslân       | Friesland | Amerikaanse windmotor     | poldermolen                                            | Nee               | niet te bezichtigen |                       |
| Koffiemolen (Formerumermolen)    | Formerum            | Terschelling          | Friesland | stellingmolen             | voorheen korenmolen, thans horecabestemming            | draaivaardig      | op afspraak |                       |
| Koartwâld (Feanstermûne)         | Surhuisterveen      | Achtkarspelen         | Friesland | stellingmolen             | korenmolen                                             | maalvaardig       | zaterdag 09:00 tot 12:00 uur en op afspraak                                                                                   |                       |
| De Korenaar                      | Sexbierum           | Waadhoeke             | Friesland | stellingmolen             | korenmolen                                             | maalvaardig       | zaterdag 11:00 tot 17:00 uur, zondag 13:00 tot 17:00 uur en op afspraak                                                       |                       |
| Kramersmolen                     | Leeuwarden          | Leeuwarden            | Friesland | spinnenkopmolen           | poldermolen                                            | maalvaardig       | op afspraak |                       |
| Langwert                         | Winsum              | Waadhoeke             | Friesland | grondzeiler               | poldermolen                                            | maalvaardig       | op afspraak |                       |
| 't Lam                           | Woudsend            | Súdwest-Fryslân       | Friesland | stellingmolen             | korenmolen                                             | maalvaardig       | zaterdag 10:00 tot 17:00 uur winkel ook woensdag 13:00 tot 17:00 uur en donderdag en vrijdag 10:00 tot 17:00 uur, zie website |                       |
| De Mars                          | De Blesse           | Weststellingwerf      | Friesland | stellingmolen             | korenmolen                                             | maalvaardig       | Ja |                       |
| Marssumermolen                   | Marssum             | Waadhoeke             | Friesland | grondzeiler               | poldermolen                                            | maalvaardig       | Ja |                       |
| De Mearmin                       | Damwoude            | Dantumadeel           | Friesland | grondzeiler               | poldermolen                                            | maalvaardig       | tijdens de openingstijden van het museum                                                                                      |                       |
| Meerswal                         | Lollum              | Súdwest-Fryslân       | Friesland | grondzeiler               | poldermolen                                            | maalvaardig       | op afspraak |                       |
| Mellemolen                       | Akkrum              | Heerenveen            | Friesland | spinnenkopmolen           | poldermolen                                            | maalvaardig       | Alleen op afspraak |                       |
| Miedenmolen                      | Holwerd             | Noardeast-Fryslân     | Friesland | grondzeiler               | poldermolen                                            | maalvaardig       | op afspraak |                       |
| De Modderige Bol                 | Goëngahuizen        | Smallingerland        | Friesland | spinnenkopmolen           | poldermolen                                            | maalvaardig       | op afspraak |                       |
| Molen Hoogland                   | Leeuwarden          | Leeuwarden            | Friesland | spinnenkopmolen           | poldermolen                                            | maalvaardig       | op afspraak |                       |
| Monnikenburenmolen               | Nijhuizum           | Súdwest-Fryslân       | Friesland | spinnenkopmolen           | poldermolen                                            | maalvaardig       | vaak op zaterdag en op afspraak                                                                                               | Monnikenburenmolen    |
| De Mûnts                         | Buitenpost          | Achtkarspelen         | Friesland | grondzeiler               | poldermolen                                            | maalvaardig       | op afspraak |                       |
| Nijlânnermole                    | Workum              | Súdwest-Fryslân       | Friesland | grondzeiler               | poldermolen                                            | maalvaardig       | zaterdag 09:00 tot 12:00 uur en als de molen draait of op afspraak                                                            |                       |
| Oegekloostermolen                | Hartwerd            | Súdwest-Fryslân       | Friesland | spinnenkopmolen           | poldermolen                                            | maalvaardig       | op afspraak |                       |
| De Olifant                       | Birdaard            | Noardeast-Fryslân     | Friesland | grondzeiler               | poldermolen                                            | maalvaardig       | op afspraak |                       |
| De Onderneming                   | Witmarsum           | Súdwest-Fryslân       | Friesland | stellingmolen             | koren- en pelmolen                                     | maalvaardig       | zaterdag en op afspraak |                       |
| De Oudkerkermolen                | Oudkerk             | Tietjerksteradeel     | Friesland | grondzeiler               | poldermolen                                            | maalvaardig       | op afspraak |                       |
| Pankoekstermolen                 | Witmarsum           | Súdwest-Fryslân       | Friesland | grondzeiler               | poldermolen                                            | maalvaardig       | op afspraak |                       |
| Penninga's Molen                 | Joure               | De Friese Meren       | Friesland | stellingmolen             | korenmolen                                             | maalvaardig       | zaterdag 09:00 tot 12:00 uur                                                                                                  |                       |
| De Phenix                        | Marrum              | Noardeast-Fryslân     | Friesland | grondzeiler               | poldermolen                                            | maalvaardig       | op afspraak |                       |
| De Phenix                        | Nes                 | Ameland               | Friesland | grondzeiler               | korenmolen oliemolen                                   | maalvaardig       | zaterdag 13:00 tot 17:00 uur, zie website                                                                                     |                       |
| De Poelen                        | Dronrijp            | Waadhoeke             | Friesland | grondzeiler               | poldermolen                                            | maalvaardig       | op afspraak |                       |
| Princehofmolen                   | Eernewoude          | Tietjerksteradeel     | Friesland | spinnenkopmolen           | poldermolen                                            | maalvaardig       | Nee |                       |
| De Rat                           | IJlst               | Súdwest-Fryslân       | Friesland | stellingmolen             | zaagmolen                                              | maalvaardig       | zaterdag 09:00 tot 17:00 uur, daarnaast van mei t/m september ook woensdag t/m vrijdag 10:00 tot 17:00 uur, zie website       |                       |
| De Reiger                        | Nijetrijne          | Weststellingwerf      | Friesland | grondzeiler               | voorheen poldermolen, thans woning                     | draaivaardig      | Nee |                       |
| De Rentmeester                   | Menaldum            | Waadhoeke             | Friesland | grondzeiler               | poldermolen                                            | maalvaardig       | Ja, wanneer deze draait (geregeld op een morgen of middag van een werkdag) en op afspraak                                     |                       |
| De Rietvink                      | Nijetrijne          | Weststellingwerf      | Friesland | grondzeiler               | poldermolen                                            | maalvaardig       | mei t/m september zaterdag en zondag 10.30 tot 17.00 uur en op afspraak                                                       |                       |
| Rispenserpoldermolen             | Hidaard             | Súdwest-Fryslân       | Friesland | grondzeiler               | poldermolen                                            | maalvaardig       | Ja, zie https://www.molenrispens.nl/                                                                                          |                       |
| Roekmole                         | Goëngahuizen        | Smallingerland        | Friesland | spinnenkopmolen           | poldermolen                                            | maalvaardig       | op afspraak |                       |
| Ropta                            | Metslawier          | Noardeast-Fryslân     | Friesland | stellingmolen             | koren- en pelmolen                                     | maalvaardig       | vaak op zaterdagmorgen en op afspraak                                                                                         |                       |
| Rust Roest                       | Munnekezijl         | Noardeast-Fryslân     | Friesland | stellingmolen             | korenmolen                                             | maalvaardig       | als de molen draait en op afspraak                                                                                            |                       |
| De Schalsumermolen               | Schalsum            | Waadhoeke             | Friesland | grondzeiler               | poldermolen                                            | maalvaardig       | op afspraak |                       |
| De Skarmolen                     | It Heidenskip       | Súdwest-Fryslân       | Friesland | Amerikaanse windmotor     | poldermolen                                            | maalvaardig       | Alleen op afspraak |                       |
| Skarrenmolen                     | Scharsterbrug       | De Friese Meren       | Friesland | grondzeiler               | poldermolen                                            | maalvaardig       | op afspraak |                       |
| Slagdijkstermolen                | Finkum              | Leeuwarden            | Friesland | grondzeiler               | poldermolen                                            | maalvaardig       | op afspraak, zie website |                       |
| Steenhuistermolen                | Stiens              | Leeuwarden            | Friesland | grondzeiler               | poldermolen                                            | maalvaardig       | op afspraak |                       |
| De Snip                          | Workum              | Súdwest-Fryslân       | Friesland | grondzeiler               | poldermolen                                            | maalvaardig       | op afspraak |                       |
| De Sulveren Roas                 | Oosterlittens       | Leeuwarden            | Friesland | Amerikaanse windmotor     | poldermolen                                            | niet maalvaardig  | Nee |                       |
| Swarte Prinsch                   | Tietjerk            | Tietjerksteradeel     | Friesland | grondzeiler               | poldermolen                                            | draaivaardig      | Nee |                       |
| Sweachmermolen                   | Boornzwaag          | De Friese Meren       | Friesland | stellingmolen             | poldermolen en vakantiewoning, voorheen ook korenmolen | maalvaardig       | als de molen draait, vaak op zaterdag                                                                                         |                       |
| Tadema's molen                   | Bolsward            | Súdwest-Fryslân       | Friesland | grondzeiler               | poldermolen                                            | maalvaardig       | op afspraak |                       |
| Terpensmole                      | IJlst               | Súdwest-Fryslân       | Friesland | spinnenkopmolen           | poldermolen                                            | maalvaardig       | op afspraak |                       |
| Terpzigt                         | Marssum             | Waadhoeke             | Friesland | spinnenkopmolen           | poldermolen                                            | maalvaardig       | op afspraak |                       |
| Tjasker Augustinusga             | Augustinusga        | Achtkarspelen         | Friesland | tjasker                   | poldermolen                                            | maalvaardig       | de molen is tot op enkele meters te benaderen                                                                                 |                       |
| Tjasker De Deelen                | Tijnje              | Opsterland            | Friesland | tjasker                   | poldermolen                                            | niet draaivaardig | nee |                       |
| Tjasker Grouw                    | Grouw               | Leeuwarden            | Friesland | tjasker                   | poldermolen                                            | maalvaardig       | de molen is tot op enkele meters te benaderen                                                                                 |                       |
| Tjasker It Heidenskip            | It Heidenskip       | Súdwest-Fryslân       | Friesland | tjasker                   | poldermolen                                            | maalvaardig       | de molen is tot op enkele meters te benaderen                                                                                 | Tjasker It Heidenskip |
| Tjasker De Hoeve                 | De Hoeve            | Weststellingwerf      | Friesland | tjasker                   | poldermolen                                            | maalvaardig       | als de molen draait (in principe elke week)                                                                                   |                       |
| Tjasker Nij Beets                | Nij Beets           | Opsterland            | Friesland | tjasker                   | poldermolen                                            | maalvaardig       | tijdens de openstelling van het museum                                                                                        |                       |
| Tjasker Nijetrijne               | Nijetrijne          | Weststellingwerf      | Friesland | tjasker                   | poldermolen                                            | maalvaardig       | de molen is tot op enkele meters te benaderen                                                                                 |                       |
| Tjasker Veenwouden               | Veenwouden          | Dantumadeel           | Friesland | tjasker                   | poldermolen                                            | maalvaardig       | de molen is tot op enkele meters te benaderen                                                                                 | Tjasker Veenwouden    |
| Tjasker Warga                    | Warga               | Leeuwarden            | Friesland | tjasker                   | poldermolen                                            | niet maalvaardig  | de molen is tot op enkele meters te benaderen                                                                                 | Tjasker Warga         |
| Tjasker Zandpoel                 | Wijckel             | De Friese Meren       | Friesland | tjasker                   | poldermolen                                            | maalvaardig       | Ja |                       |
| Tjongermolen                     | Mildam              | Heerenveen            | Friesland | grondzeiler               | poldermolen                                            | maalvaardig       | op afspraak |                       |
| Tochmaland                       | Kollum              | Noardeast-Fryslân     | Friesland | grondzeiler               | poldermolen                                            | maalvaardig       | in de regel zaterdag 09.30 tot 12.00 uur en op afspraak                                                                       |                       |
| De Verwachting                   | Hollum              | Ameland               | Friesland | stellingmolen             | korenmolen                                             | maalvaardig       | Ja, zie website |                       |
| Vesuvius                         | Elsloo/Tronde       | Ooststellingwerf      | Friesland | tjasker                   | poldermolen                                            | maalvaardig       | Ja |                       |
| Victor                           | Wanswerd            | Noardeast-Fryslân     | Friesland | grondzeiler               | poldermolen                                            | maalvaardig       | zaterdag 09:00 tot 12:00 uur en op afspraak                                                                                   |                       |
| De Vlijt                         | Koudum              | Súdwest-Fryslân       | Friesland | spinnenkop- stellingmolen | korenmolen                                             | maalvaardig       | Als de molen draait en op afspraak                                                                                            |                       |
| De Volharding                    | Jislum              | Noardeast-Fryslân     | Friesland | grondzeiler               | poldermolen                                            | maalvaardig       | Alleen op afspraak |                       |
| Voorheen Molen Schokker          | Nijetrijne          | Weststellingwerf      | Friesland | Amerikaanse windmotor     | poldermolen                                            | onbekend          | Onbekend |                       |
| Vrouwbuurstermolen               | Vrouwbuurtstermolen | Leeuwarden            | Friesland | stellingmolen             | korenmolen                                             | maalvaardig       | zaterdag 13:30 tot 17:00 uur en als de molen draait                                                                           |                       |
| Welgelegen                       | Heerenveen          | Heerenveen            | Friesland | stellingmolen             | korenmolen                                             | maalvaardig       | zaterdag 09:00 tot 12:00 uur en op afspraak, zie website                                                                      |                       |
| De Westermolen                   | Kollumerpomp        | Noardeast-Fryslân     | Friesland | grondzeiler               | poldermolen                                            | maalvaardig       | Ja |                       |
| De Weyert                        | Makkinga            | Ooststellingwerf      | Friesland | stellingmolen             | korenmolen                                             | maalvaardig       | april t/m oktober za 09.30 - 16.00 uur, november t/m maart za 09.30 - 12.30 uur                                               |                       |
| Wijnsermolen                     | Wijns               | Tietjerksteradeel     | Friesland | grondzeiler               | poldermolen                                            | maalvaardig       | Alleen op afspraak |                       |
| Windlust                         | Burum               | Noardeast-Fryslân     | Friesland | stellingmolen             | korenmolen                                             | maalvaardig       | zaterdag 09:30 tot 12:30 uur, zie website                                                                                     |                       |
| Windlust                         | Noordwolde          | Weststellingwerf      | Friesland | stellingmolen             | korenmolen                                             | maalvaardig       | zaterdag 13:00 tot 17:30 uur en op afspraak                                                                                   |                       |
| Windlust                         | Wolvega             | Weststellingwerf      | Friesland | stellingmolen             | korenmolen                                             | maalvaardig       | zaterdag 09:00 tot 12:00 uur en op afspraak                                                                                   |                       |
| Windmotor Aegum                  | Aegum               | Leeuwarden            | Friesland | Amerikaanse windmotor     | poldermolen                                            | niet maalvaardig  | Nee |                       |
| Windmotor Baijum                 | Baijum              | Waadhoeke             | Friesland | Amerikaanse windmotor     | poldermolen                                            | maalvaardig       | Nee |                       |
| Windmotor Barfjild               | Oudega              | Smallingerland        | Friesland | Amerikaanse windmotor     | poldermolen                                            | onbekend          | Nee |                       |
| Windmotor Birdaard               | Birdaard            | Noardeast-Fryslân     | Friesland | Amerikaanse windmotor     | poldermolen                                            | niet maalvaardig  | Nee |                       |
| Windmotor Blesdijke              | Blesdijke           | Weststellingwerf      | Friesland | Amerikaanse windmotor     | poldermolen                                            | maalvaardig       | Nee |                       |
| Windmotor Britswerd              | Britswerd           | Súdwest-Fryslân       | Friesland | Amerikaanse windmotor     | poldermolen                                            | niet maalvaardig  | Nee |                       |
| Windmotor Broek                  | Joure               | De Friese Meren       | Friesland | Amerikaanse windmotor     | poldermolen                                            | maalvaardig       | Nee |                       |
| Windmotor Cornjum                | Cornjum             | Leeuwarden            | Friesland | Amerikaanse windmotor     | poldermolen                                            | onbekend          | Nee |                       |
| Windmotor Edens                  | Edens               | Súdwest-Fryslân       | Friesland | Amerikaanse windmotor     | poldermolen                                            | niet maalvaardig  | Nee |                       |
| Windmotor Eernewoude 1           | Eernewoude          | Tietjerksteradeel     | Friesland | Amerikaanse windmotor     | poldermolen                                            | niet-maalvaardig  | Nee |                       |
| Windmotor Eernewoude 3           | Eernewoude          | Tietjerksteradeel     | Friesland | Amerikaanse windmotor     | poldermolen                                            | onbekend          | Nee |                       |
| Windmotor Eernewoude 4           | Eernewoude          | Tietjerksteradeel     | Friesland | Amerikaanse windmotor     | poldermolen                                            | onbekend          | Nee |                       |
| Windmotor Ferwerd                | Ferwerd             | Noardeast-Fryslân     | Friesland | Amerikaanse windmotor     | poldermolen                                            | niet maalvaardig  | Nee |                       |
| Windmotor Garijp                 | Garijp              | Tietjerksteradeel     | Friesland | Amerikaanse windmotor     | poldermolen                                            | niet maalvaardig  | Nee |                       |
| Windmotor Goingarijp             | Goingarijp          | De Friese Meren       | Friesland | Amerikaanse windmotor     | poldermolen                                            | maalvaardig       | Nee |                       |
| Windmotor Polder Monnikehuis     | Hartwerd            | Súdwest-Fryslân       | Friesland | Amerikaanse windmotor     | poldermolen                                            | maalvaardig       | Nee |                       |
| Windmotor De Hoeve               | De Hoeve            | Weststellingwerf      | Friesland | Amerikaanse windmotor     | poldermolen                                            | niet maalvaardig  | Nee |                       |
| Windmotor Hooidamsloot           | Eernewoude          | Tietjerksteradeel     | Friesland | Amerikaanse windmotor     | poldermolen                                            | onbekend          | Nee |                       |
| Windmotor IJsbrechtum            | IJsbrechtum         | Súdwest-Fryslân       | Friesland | Amerikaanse windmotor     | poldermolen                                            | niet maalvaardig  | Nee |                       |
| Windmotor Jorwerd                | Jorwerd             | Leeuwarden            | Friesland | Amerikaanse windmotor     | poldermolen                                            | niet maalvaardig  | Nee |                       |
| Windmotor Jousterp               | Jousterp            | Súdwest-Fryslân       | Friesland | Amerikaanse windmotor     | poldermolen                                            | maalvaardig       | Nee |                       |
| Windmotor De Knijpe              | De Knipe            | Heerenveen            | Friesland | Amerikaanse windmotor     | poldermolen                                            | niet maalvaardig  | Nee |                       |
| Windmotor Lindevallei            | Wolvega             | Weststellingwerf      | Friesland | Amerikaanse windmotor     | poldermolen                                            | niet maalvaardig  | Nee |                       |
| Windmotor De Meenthe             | Wolvega             | Weststellingwerf      | Friesland | Amerikaanse windmotor     | poldermolen                                            | niet maalvaardig  | Nee |                       |
| Windmotor Mirns                  | Mirns               | De Friese Meren       | Friesland | Amerikaanse windmotor     | poldermolen                                            | niet maalvaardig  | Nee |                       |
| Windmotor Molkwerum              | Molkwerum           | Súdwest-Fryslân       | Friesland | Amerikaanse windmotor     | poldermolen                                            | maalvaardig       | Ja, zie website |                       |
| Windmotor Nieuwebrug             | Nieuwebrug          | De Friese Meren       | Friesland | Amerikaanse windmotor     | poldermolen                                            | niet maalvaardig  | Nee |                       |
| Windmotor Nijetrijne 1           | Nijetrijne          | Weststellingwerf      | Friesland | Amerikaanse windmotor     | poldermolen                                            | niet maalvaardig  | Nee |                       |
| Windmotor Nijetrijne 2           | Nijetrijne          | Weststellingwerf      | Friesland | Amerikaanse windmotor     | poldermolen                                            | niet maalvaardig  | Nee |                       |
| Windmotor Nijetrijne 3           | Nijetrijne          | Weststellingwerf      | Friesland | Amerikaanse windmotor     | poldermolen                                            | niet maalvaardig  | Nee |                       |
| Windmotor Nijetrijne 4           | Nijetrijne          | Weststellingwerf      | Friesland | Amerikaanse windmotor     | poldermolen                                            | onbekend          | Nee |                       |
| Windmotor Nijetrijne 6           | Nijetrijne          | Weststellingwerf      | Friesland | Amerikaanse windmotor     | poldermolen                                            | onbekend          | Nee |                       |
| Windmotor Nijetrijne 7           | Nijetrijne          | Weststellingwerf      | Friesland | Amerikaanse windmotor     | poldermolen                                            | onbekend          | Nee |                       |
| Windmotor Nijetrijne 8           | Nijetrijne          | Weststellingwerf      | Friesland | Amerikaanse windmotor     | poldermolen                                            | onbekend          | Ja |                       |
| Windmotor Nijetrijne 9           | Nijetrijne          | Weststellingwerf      | Friesland | Amerikaanse windmotor     | poldermolen                                            | onbekend          | Nee |                       |
| Windmotor Oldeberkoop            | Oldeberkoop         | Ooststellingwerf      | Friesland | Amerikaanse windmotor     | poldermolen                                            | onbekend          | Nee |                       |
| Windmotor Oldelamer 1            | Oldelamer           | Weststellingwerf      | Friesland | Amerikaanse windmotor     | poldermolen                                            | onbekend          | Onbekend |                       |
| Windmotor Oldelamer 2            | Oldelamer           | Weststellingwerf      | Friesland | Amerikaanse windmotor     | poldermolen                                            | onbekend          | Onbekend |                       |
| Windmotor Oldelamer 3            | Oldelamer           | Weststellingwerf      | Friesland | Amerikaanse windmotor     | poldermolen                                            | onbekend          | Onbekend |                       |
| Windmotor Oldelamer 4            | Oldelamer           | Weststellingwerf      | Friesland | Amerikaanse windmotor     | poldermolen                                            | onbekend          | Onbekend |                       |
| Windmotor Oldelamer 5            | Oldelamer           | Weststellingwerf      | Friesland | Amerikaanse windmotor     | poldermolen                                            | onbekend          | Onbekend |                       |
| Windmotor Oldelamer 6            | Oldelamer           | Weststellingwerf      | Friesland | Amerikaanse windmotor     | poldermolen                                            | onbekend          | Onbekend |                       |
| Windmotor Oosternijkerk          | Oosternijkerk       | Noardeast-Fryslân     | Friesland | Amerikaanse windmotor     | poldermolen                                            | onbekend          | Nee |                       |
| Windmotor Oudega                 | Oudega              | Smallingerland        | Friesland | Amerikaanse windmotor     | poldermolen                                            | niet maalvaardig  | Nee |                       |
| Windmotor Oudega 2               | Oudega              | Smallingerland        | Friesland | Amerikaanse windmotor     | poldermolen                                            | onbekend          | Onbekend |                       |
| Windmotor Pieter Gerritspolder   | Itens               | Súdwest-Fryslân       | Friesland | Amerikaanse windmotor     | poldermolen                                            | onbekend          | Nee |                       |
| Windmotor Polder Folkertsma      | Koudum              | Súdwest-Fryslân       | Friesland | Amerikaanse windmotor     | poldermolen                                            | niet maalvaardig  | Nee |                       |
| Windmotor Rinsumageest           | Rinsumageest        | Dantumadeel           | Friesland | Amerikaanse windmotor     | poldermolen                                            | niet maalvaardig  | Nee |                       |
| Windmotor Ruigahuizen            | Ruigahuizen         | De Friese Meren       | Friesland | Amerikaanse windmotor     | poldermolen                                            | niet maalvaardig  | Nee |                       |
| Windmotor Teroele                | Teroele             | De Friese Meren       | Friesland | Amerikaanse windmotor     | poldermolen                                            | onbekend          | Nee |                       |
| Windmotor Scharsterbrug          | Scharsterbrug       | De Friese Meren       | Friesland | Amerikaanse windmotor     | poldermolen                                            | onbekend          | Nee |                       |
| Windmotor Sijbrandahuis          | Sijbrandahuis       | Dantumadeel           | Friesland | Amerikaanse windmotor     | poldermolen                                            | niet maalvaardig  | Nee |                       |
| Windmotor Sint Nicolaasga        | Sint Nicolaasga     | De Friese Meren       | Friesland | Amerikaanse windmotor     | poldermolen                                            | onbekend          | Nee |                       |
| Windmotor Spanga                 | Spanga              | Weststellingwerf      | Friesland | Amerikaanse windmotor     | poldermolen                                            | niet maalvaardig  | Nee |                       |
| Windmotor Stroobos               | Stroobos            | Achtkarspelen         | Friesland | Amerikaanse windmotor     | poldermolen                                            | maalvaardig       | Nee |                       |
| Windmotor Terhorne 1             | Terhorne            | Súdwest-Fryslân       | Friesland | Amerikaanse windmotor     | poldermolen                                            | onbekend          | Nee |                       |
| Windmotor Terhorne 2             | Terhorne            | Súdwest-Fryslân       | Friesland | Amerikaanse windmotor     | poldermolen                                            | onbekend          | Onbekend |                       |
| Windmotor Tijnje                 | Tijnje              | Opsterland            | Friesland | Amerikaanse windmotor     | poldermolen                                            | onbekend          | Nee |                       |
| Windmotor Tirns                  | Tirns               | Súdwest-Fryslân       | Friesland | Amerikaanse windmotor     | poldermolen                                            | maalvaardig       | Nee |                       |
| Windmotor Uitwellingerga 1       | Uitwellingerga      | Súdwest-Fryslân       | Friesland | Amerikaanse windmotor     | poldermolen                                            | maalvaardig       | Nee |                       |
| Windmotor Uitwellingerga 2       | Uitwellingerga      | Súdwest-Fryslân       | Friesland | Amerikaanse windmotor     | poldermolen                                            | maalvaardig       | Nee |                       |
| Windmotor De Veenhoop            | De Veenhoop         | Smallingerland        | Friesland | Amerikaanse windmotor     | poldermolen                                            | maalvaardig       | Nee |                       |
| Windmotor De Veenhoop 2          | De Veenhoop         | Smallingerland        | Friesland | Amerikaanse windmotor     | poldermolen                                            | maalvaardig       | Onbekend |                       |
| Windmotor Waskemeer              | Waskemeer           | Ooststellingwerf      | Friesland | Amerikaanse windmotor     | poldermolen                                            | niet-maalvaardig  | Onbekend |                       |
| Weidumermolen                    | Weidum              | Leeuwarden (gemeente) | Friesland | Amerikaanse windmotor     | poldermolen                                            | maalvaardig       | Nee |                       |
| Borniamoune                      | Weidum              | Leeuwarden (gemeente) | Friesland | Amerikaanse windmotor     | poldermolen                                            | onbekend          | Onbekend |                       |
| Windmotor Wirdum                 | Wirdum              | Leeuwarden            | Friesland | Amerikaanse windmotor     | poldermolen                                            | maalvaardig       | Nee |                       |
| Ybema's Mole                     | Workum              | Súdwest-Fryslân       | Friesland | grondzeiler               | poldermolen                                            | maalvaardig       | Ja |                       |
| Ypeymolen                        | Rijperkerk          | Tietjerksteradeel     | Friesland | grondzeiler               | poldermolen                                            | maalvaardig       | Alleen op afspraak |                       |
| Zeldenrust                       | Dokkum              | Noardeast-Fryslân     | Friesland | stellingmolen             | korenmolen                                             | maalvaardig       | Ja |                       |
| Zwaantje (Huitebuurstermolen)    | Nijemirdum          | De Friese Meren       | Friesland | grondzeiler               | poldermolen                                            | maalvaardig       | Ja, zie website |                       |
| De Zwaluw                        | Birdaard            | Noardeast-Fryslân     | Friesland | stellingmolen             | koren-, pel- en zaagmolen                              | maalvaardig       | Ja, zie website |                       |